# Marion Charles Matthes
Marion Charles Matthes (* 29. Januar 1906 in De Soto, Jefferson County, Missouri; † 30. November 1980 in St. Louis, Missouri) war ein US-amerikanischer Jurist und Politiker. Nach seiner Berufung durch Präsident Dwight D. Eisenhower fungierte er von 1958 bis 1973 als Bundesrichter am Bundesberufungsgericht für den achten Gerichtskreis.

## Werdegang
Nach seinem Schulbesuch absolvierte Marion Matthes das Benton College of Law und schloss 1928 seine Ausbildung in den Rechtswissenschaften ab, woraufhin er als Rechtsanwalt zunächst in seiner Heimatstadt De Soto und später in Hillsboro praktizierte. Zwischen 1938 und 1940 fungierte er in De Soto außerdem als städtischer Prozessanwalt. Im Jahr 1929 hatte er das Amt des stellvertretenden Finance Commissioner von Missouri inne. Zwischenzeitlich war er auch als Lecturer an der Law School der Washington University in St. Louis tätig. Von 1942 bis 1950 gehörte er als Republikaner dem Senat von Missouri an. Überdies saß er von 1954 bis 1955 in der Highway Commission seines Staates.
Am 19. Februar 1958 wurde Matthes durch Präsident Eisenhower als Nachfolger von Charles Evans Whittaker zum Richter am United States Court of Appeals for the Eighth Circuit mit Zuständigkeit für die Bundesstaaten Arkansas, Iowa, Minnesota, Missouri, Nebraska, North Dakota und South Dakota ernannt. Nach der Bestätigung durch den US-Senat am 4. März desselben Jahres konnte er sein Amt acht Tage darauf antreten. Von 1970 bis 1973 war er als Chief Judge Vorsitzender dieses Bundesgerichts. Am 14. Juli 1973 wechselte er in den Senior Status und ging damit faktisch in den Ruhestand. Sein Sitz fiel an William H. Webster; den Vorsitz des Gerichts übernahm Pat Mehaffy. Er verstarb am 30. November 1980 im Alter von 74 Jahren in St. Louis und wurde in Hillsboro beigesetzt.